# Síntese subtrativa
A síntese subtrativa é um processo usado em sintetizadores de som. Ela consiste basicamente em moldar os harmônicos de uma onda gerada por um oscilador.
A onda gerada pelo oscilador passa por uma sequencia de filtros e depois é amplificada.

## Tipos de ondas
Essas são as ondas mais comumente usadas:
Senóide: essa onda é chamada de senoidal por estar relacionada com o formato da função senoidal. A sua principal característica é a ausência de harmônicos, o que faz com que ela seja pouco usada neste tipo de síntese. O seu som normalmente é usado para fazer o papel de baixo.
Quadrada: esse tipo de onda apresenta apenas harmônicos ímpares e é mais facilmente obtido por circuitos digitais. O seu som assemelha-se ao de uma clarineta.
Triangular: a onda triangular apresenta harmônicos ímpares, assim como a onda quadrada, mas com intensidades diferentes.
Dente de serra: esse formato é muito utilizado pois possui harmônicos pares e ímpares, possibilitando um grande leque de escolhas para este tipo de processo.
Pulso: é uma variação da onda quadrada, com a diferença de que o lado de cima é diferente do lado de baixo da onda. Isso permite harmônicos ímpares e pares. Existem muitos sintetizadores que possibilitam o ajuste da largura do pulso, aumentando-se ainda mais as possibilidades harmônicas.
Ruído: esse tipo de onda é gerada aleatoriamente. É normalmente usada para complementar o som das outras ondas ou como efeitos sonoros como sons de chuva e tiros, por exemplo.